# Rudolph Scheffer
Rudolph Herman Christiaan Carel Scheffer (Spaarndam, 12 settembre 1844 – Giava Occidentale, 9 marzo 1880) è stato un botanico olandese.

## Biografia
Schefferd ricevette la sua formazione presso l'Università di Utrecht in medicina, in matematica e in fisica, dove si laureò nel 1864. Il suo professore Miquel gli suggerì di prendere posto come direttore del orto botanico di Bogor, e così fece. Il 20 marzo, Scheffer completò la sua laurea in medicina, in matematica e in fisica con la tesi intitolata Myrsinaceis Archipelagi Indici. Nello stesso anno ricevette una borsa di studio da parte del governo olandese a Kew Gardens a Londra.
Dopo la laurea nel 1868, viaggiò per Giava nelle Indie orientali olandesi e prese il controllo del Orto Botanico di Bogor (all'epoca Lands Plantentuin te Buitenzorg). Nel 1876 fondò il cosiddetto "giardino economico" in Tjikeumeuh, dove sperimentò e coltivò diverse esperienze. Nello stesso anno pubblicò un libro relativo ai suoi anni passati nel orto botanico, Annales du Jardin Botanique de Buitenzorg. Come insegnante fondò la scuola Agraria di Bogor (landbouwschool TE Buitenzorg).
Alcuni generi botanici vennero chiamati in suo onore come Schefferella Pierre (sinonimo Burckella; famiglia Sapotaceae) e Schefferomitra Diels (famiglia Annonaceae). Come tassonomista, ha circoscritto i generi Gronophyllum, Heterospathe, Maniltoa e Rhopaloblaste. Morì nel 1880, mentre era in servizio come direttore del Orto Botanico.

## Opere principali
- "Commentatio de myrsinaceis archipelagi Indici", 1867.
- "De myrsinaceis archipelagi Indici", 1867.
- "Observationes phytographicae", 1869-72.
- "Het Geslacht Diplanthera Banks et Sol.", 1870.[7]